# Gnamankoudji
Le gnamankoudji, gnamakoudji ou nyamakuji est un jus de gingembre fabriqué dans plusieurs pays d'Afrique de l'Ouest (notamment le Bénin, le Togo, la Côte d'Ivoire, le Ghana, le Mali, la Guinée et le Sénégal). Le mot a une origine bambara/dioula. Il est préparé à partir des rhizomes du gingembre, et parfois additionné de citron et de piment. 
Plusieurs boissons similaires sont préparées dans d'autres pays d'Afrique subsaharienne : tangawisi ou tangawizi (Afrique centrale et orientale), emuduro ou emudro (Ghana).